# Gelao blanc de Niupo
Pour les articles homonymes, voir Gelao (homonymie).
Le gelao blanc de Niupo est une langue taï-kadaï parlée en Chine, dans la province de Guizhou par les Gelao.

## Classification
Le gelao de Niupo est rattaché au gelao blanc, aussi appelé duoluo (多罗), un des ensembles de parlers du gelao.  Il fait partie des langues kadaï, un des groupes des langues taï-kadaï. Les Gelao de Niupo se dénomment to31ʔlo55.

## Phonologie
Les tableaux présentent les phonèmes de la variété de gelao blanc parlé dans le village de Niupo (牛坡), dans le district spécial de Liuzhi, rattaché à la ville de Liupanshui dans le Guizhou.  

### Voyelles
Les voyelles sont :
|         | Antérieure  | Centrale | Postérieure |
| ------- | ----------- | -------- | ----------- |
| Fermée  | i [i] ɿ [ɿ] |          | ɯ [ɯ] u [u] |
| Moyenne | e [e]       | ə [ə]    | o [o]       |
| Ouverte | ɛ [ɛ] a [a] |          |             |

### Consonnes
Les consonnes sont :
|            |             | Bilabiales | Alvéolaires | Alvéolaires | Alv.-p.   | Dorsales  | Dorsales | Dorsales | Glottales |
| ---------- | ----------- | ---------- | ----------- | ----------- | --------- | --------- | -------- | -------- | --------- |
| Centrales  | Latérales   | Bilabiales | Palatales   | Vélaires    | Alv.-p.   | Uvulaires |          |          | Glottales |
| Occlusives | Sourde      | p [p]      | t [t]       |             |           |           | k [k]    | q [q]    | ʔ [ʔ]     |
| Occlusives | Aspirées    | ph [pʰ]    | th [tʰ]     |             |           |           | kh [kʰ]  | qh [qʰ]  |           |
| Occlusives | pl [pl]     |            |             |             |           |           |          |          |           |
| Occlusives | phl [pʰl]   |            |             |             |           |           |          |          |           |
| Occlusives | Sonores     | b [b]      | d [d]       |             |           |           | g [g]    | ɢ [ɢ]    |           |
| Occlusives |             | dl [dl]    |             |             |           |           |          |          |           |
| Fricatives | sourdes     | f [f]      | s [s]       | ɬ [ɬ]       | ɕ [ɕ]     |           |          |          | h [h]     |
| Fricatives | Sonore      | v [v]      | z [z]       |             | ʑ [ʑ]     |           | ɣ [ɣ]    |          |           |
| Fricatives | Préglottal. | ʔv [ʔv]    |             |             | ʔʑ [ʔʑ]   |           |          |          |           |
| Affriquées | Sourde      |            | ts [t͡s]     |             | tɕ [t͡ɕ]   |           |          |          |           |
| Affriquées | Aspirées    |            | tsh [t͡sʰ]   |             | tɕh [t͡ɕʰ] |           |          |          |           |
| Affriquées | Sourdes     |            | dz [d͡z]     |             | dʑ [d͡ʑ]   |           |          |          |           |
| Liquides   | Sonore      |            |             | l [l]       |           |           |          |          |           |
| Liquides   | Préglottal. |            |             | ʔl [ʔl]     |           |           |          |          |           |
| Nasales    | Sonore      | m [m]      | n [n]       |             |           | ɲ [ ɲ]    | ŋ [ŋ]    |          |           |
| Nasales    | dévoisée    | m̥ [m̥]      |             |             |           | ɲ̥ [ ɲ̥]    | ŋ̥ [ŋ̥]    |          |           |
| Nasales    | ml [ml]     |            |             |             |           |           |          |          |           |

### Tons
Le gelao de Niupo est une langue tonale et compte 5 tons.
| Ton | Valeur | Exemple   | Traduction     |
| --- | ------ | --------- | -------------- |
|     | 55     | mlɯ55     | récolte        |
|     | 33     | pu33liɯ31 | poisson        |
|     | 35     | pla35     | sang           |
|     | 31     | mlaŋ31    | huile, graisse |

## Grammaire

### Numéraux
Les numéraux de un à dix du gelao de Niupo sont:
| un    | deux | trois | quatre | cinq  | six    | sept | huit | neuf  | dix     |
| ----- | ---- | ----- | ------ | ----- | ------ | ---- | ---- | ----- | ------- |
| tsɿ55 | sɯ31 | ta31  | pu31   | mlɯ31 | tɕhɯ31 | hi31 | he31 | kəu31 | tshei55 |